# 哈利娜·古雷茨卡
哈利娜·古雷茨卡（波蘭語：Halina Górecka，1938年2月4日—），旧姓里希特（Richter），波兰、德国女子田径运动员。她曾代表波兰、西德参加1956年、1960年、1964年和1968年夏季奥林匹克运动会田径比赛，获得一枚金牌和一枚铜牌。